# Severin Løvenskiold

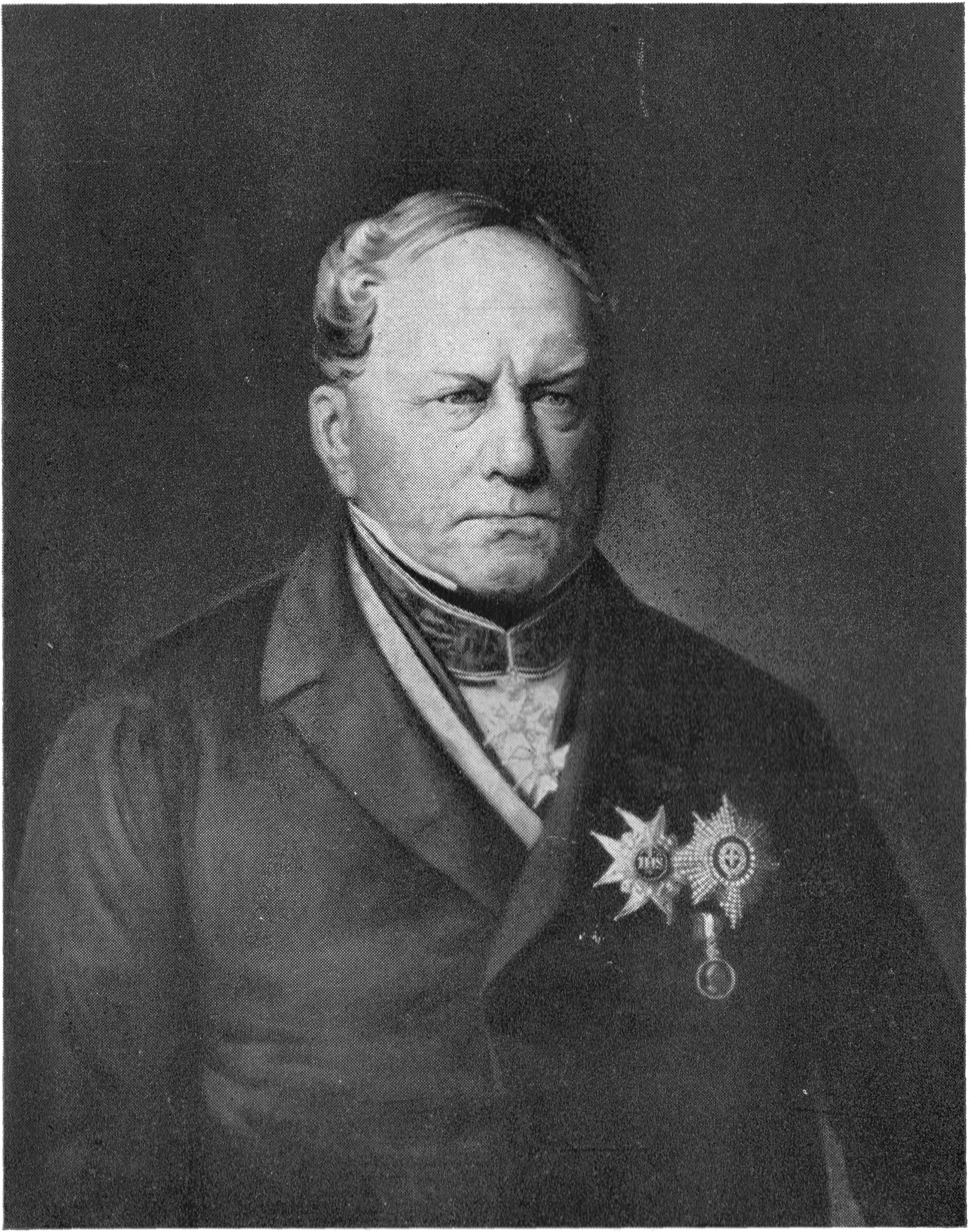
Severin Løvenskiold, Bildnis um 1854

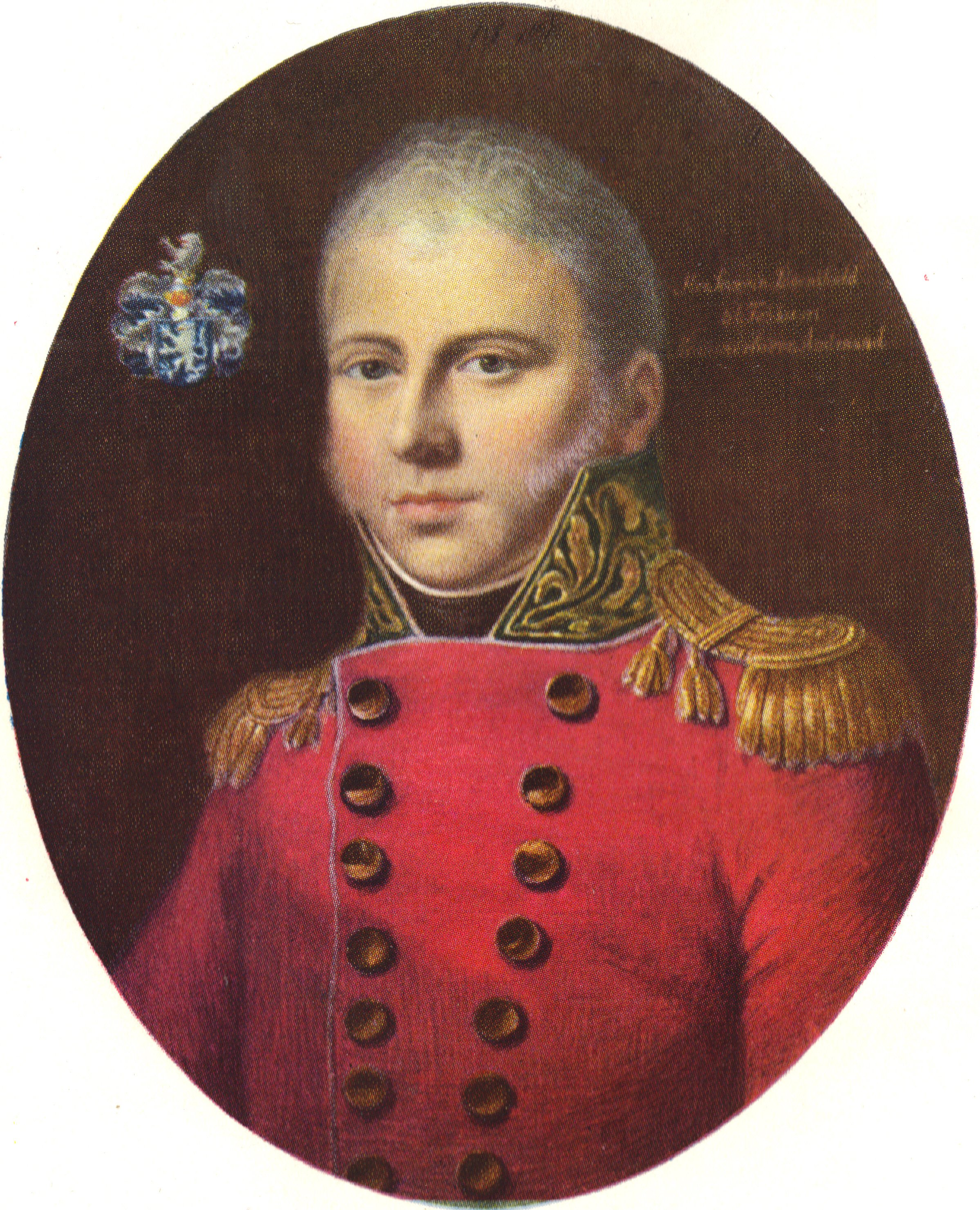
Severin Løvenskiold, als junger Mann.

Severin Løvenskiold (* 7. Februar 1777 in Porsgrunn; † 15. September 1856 in Fossum in Gjerpen (heute Teil von Skien)) war ein norwegischer Fabrikbesitzer und Politiker. Er war eine der zentralen Figuren in der norwegischen Politik nach 1814.

## Leben
Seine Eltern waren der Gutsbesitzer und Kammerherr Søfren (Severin) von Løvenskiold (1743–1818) und dessen Frau Benedicte Henrica Aall (1756–1813). Am 9. April 1802 heiratete er in Kopenhagen Gräfin Sophie Hedevig Knuth (9. Oktober 1784–17. Januar 1819), Tochter des Geheimen Konferenzrats Graf Adam Christopher Knuth-Lilliendal (1755–1844) und dessen Frau Sophie Magdalene Moltke (1765–1829).
Løvenskiold ging in Eutin aufs Gymnasium. Er wohnte dort bei der Familie der Grafen Schimmelmann und lernte dort den Grafen Friedrich Leopold von Stolberg-Stolberg und den geistvollen Eutiner Kreis kennen. Er eignete sich 1793 bis 1794 in Sachsen und Schlesien Kenntnisse in der Bergwissenschaft an und legte 1796 in Kopenhagen das juristische Examen ab. Danach war er in verschiedenen Behörden der dänischen Zentralverwaltung in Kopenhagen tätig. Er war unter anderem Sekretär des Finanzministers Ernst Heinrich von Schimmelmann. 1802 übernahm er das Fossum Hüttenwerk in Norwegen von seinem Vater. Von 1803 bis 1813 war er Amtmann in Bratsberg (heute Lunde) und 1805 bis 1811 verwaltete er dazu die Grafschaft Larvik. 1804 erhielt er den Titel Kammerherr.
Während des dänisch-englischen Krieges befasste er sich 1807 mit der durch die englische Blockade einsetzenden Hungersnot in Norwegen und richtete eine Lebensmittelversorgungs-Kommission ein, die sehr erfolgreich arbeitete. Auch stiftete er 5.000 Riksdaler für die Errichtung einer Universität.
Løvenskiold teilte die Hoffnungen von Prinz Christian Frederik auf ein selbständiges Norwegen nicht und leistete ihm daher auch nicht den Treueid, als dieser 1814 zum König gewählt worden war. Er wurde 1814 als Erster Delegierter für Bratsberg in die Reichsversammlung von Eidsvoll gewählt. Schon seit 1809 war er in die Pläne Graf Wedels, Norwegen mit Schweden zu verbinden, eingeweiht. In Eidsvoll gehörte er zur Unionspartei mit Graf Wedel an der Spitze. Aber im Gegensatz zu diesem war er nicht für eine liberale Verfassung. Die Idee der Volkssouveränität verabscheute er. Er widersetzte sich in der Wirtschaft der Eidsvollgarantie. Er war sehr konservativ und war gegen das Wahlrecht der Bauern und andere liberale Pläne. Er hatte nur einen geringen Einfluss auf die Formulierung des Grundgesetzes, da er meist überstimmt wurde.
Nachdem der Anschluss an Schweden Tatsache geworden war, war Løvenskiold 1814 bis 1817 Norwegens Verhandlungsführer mit Dänemark im Ministerrang (Titel „Staatsrat“) über die Schuldenbegleichung. Danach betrieb er einige Jahre das Hüttenwerk Fossum und beteiligte sich nicht an der Politik. Seine konservativ-monarchische Sicht ließ ihn dann aber 1821 gegen den Plan des Stortings ankämpfen, den Adel aufzuheben. König Karl Johan ernannte ihn 1828 wegen seiner unionsfreundlichen Einstellung zum Staatsminister (Ministerpräsident) in der norwegischen Staatsratsabteilung in Stockholm. Diese Stellung hatte er bis 1841 inne. Die Zusammenarbeit mit dem Leiter der Regierung in Christiania Jonas Collett war schlecht. Nach Graf Wedels Tod wurde er 1841 dessen Nachfolger als Statthalter von Norwegen. Dies blieb er bis zu seinem Tode 1856. Nach ihm blieb das Amt bis zu seiner Beseitigung 1873 unbesetzt.
Sowohl als Staatsminister als auch als Statthalter legte er sich im Storting mit der Bauernopposition an, was besonders beim so genannten „Bauern-Storting“ 1833 zum Tragen kam. Er wandte sich gegen den liberalen Gesetzesvorschlag der Regierung in Christiania über die Gemeindeselbstverwaltung und erarbeitete einen eigenen Entwurf. 1836 agierte das Storting in einer Weise, die nicht nur den König, sondern auch die Diplomaten im Ausland missbilligten, weil sie den Frieden in Europa gefährdet sahen. Als König Karl Johann das Storting im Juli 1836 auflöste, protestierten die Staatsräte Holst und Fasting, nicht aber Løvenskiold. Das Storting reagierte darauf mit einer Anklage vor dem Reichsgericht, wo er die Verantwortung für die Entscheidung des Königs übernahm. Das Reichsgericht verurteilte ihn zu einer Geldstrafe von 1.000 Speziestaler, aber der König wollte ihn auf jeden Fall halten.
1839 veranlasste Løvenskiold den König, einen Unionsausschuss einzusetzen, der die Reichsakte, die verfassungsmäßige Grundlage der Union, dahingehend überarbeiten sollte, dass die beiden Reiche verschmolzen würden.
Als Statthalter des Königs kam Løvenskiold in den 1840er Jahren in Konflikt mit Staatsrat Frederik Stang, der sich in dieser Zeit für liberale Reformen und ein besseres Verhältnis zwischen der Regierung und dem Storting einsetzte. Løvenskiold versuchte, die geistigen Strömungen, die von der Februarrevolution 1848 in Paris ausgingen, zurückzudrängen. Er distanzierte sich auch vom Aufstand in Schleswig-Holstein gegen den dänischen König und von der Frankfurter Nationalversammlung. Sein Vorbild war vielmehr die absolutistische Herrschaft Nikolaus I. von Russland. Auch die Thranitterbewegung, die in Norwegen 1849 bis 1851 blühte und der Beginn der Arbeiterbewegung war, lehnte er ab, verdächtigte sie der kommunistischen Umtriebe und einer Verbindung zum Samenaufstand in Kautokeino und ließ sie von Spitzeln infiltrieren. Er ließ auch den „Demokratischen Verein“ in Christiania überwachen. Er kam auch in Konflikt mit dem von der linken Bauernbewegung dominierten Storting von 1851. Als das Storting das in § 2 der Verfassung verankerte Verbot für Juden, das Land zu betreten, aufzuheben beschloss, riet er dem König, die für eine Verfassungsänderung erforderliche Zustimmung zu verweigern. Das Gleiche galt für die Stortingsbeschlüsse über die Eisenbahn und die Hypothekenbank. Der König folgte ihm in diesen Sachen nicht und erteilte seine Zustimmung. Überhaupt widersetzte er sich grundsätzlich allen liberalen und demokratischen Reformen in der norwegischen Gesellschaft. Er war gegen die Erweiterung des Wahlrechts, gegen das Erbschaftsgesetz, gegen das Jurygesetz und gegen die Aufhebung des Statthalterpostens. In Bezug auf Änderungen des Grundgesetzes war er der Auffassung, dass der König ein absolutes Vetorecht besitze.

## Ehrungen
Severin Løvenskiold erhielt im Laufe seines Lebens die höchsten Auszeichnungen, die die skandinavischen Länder zu vergeben hatten: Er wurde 1829 Ritter des schwedischen Serafinenordens, er gehörte zu den vier Ersten, die am Tag der Gründung 1847 das Großkreuz des St.-Olavs-Ordens erhielten. Am Tag danach wurde er Ritter des dänischen Elefanten-Ordens und 1853 erhielt er die Borgerdåds-Medaille in Gold. Er war seit 1829 Mitglied von „Det Kongelige Norske Videnskabers Selskab“ und Ehrenmitglied der „Kungliga Svenska Landtbruks-Akademi“.